# Baskenland-Rundfahrt 2025
Die Baskenland-Rundfahrt 2025 war die 64. Austragung des spanischen Etappenrennens. Das Radrennen fand vom 7. bis zum 12. April im Rahmen von sechs Etappen statt und ist Teil der UCI WorldTour 2025.
Der Gesamtsieg ging an den Portugiesen João Almeida (UAE Team Emirates-XRG), der sich mit einem Vorsprung von einer Minute und 52 Sekunden vor Enric Mas (Movistar Team) durchsetzte. Gesamtdritter wurde Maximilian Schachmann (Soudal Quick-Step) mit einem Rückstand von einer Minute und 59 Sekunden. In der Nachwuchswertung setzte sich der 21-jährige Mexikaner Isaac Del Toro (UAE Team Emirates-XRG) durch. Neben der Gesamtwertung sicherte sich João Almeida auch die Punktewertung, während der Franzose Bruno Armirail (Decathlon AG2R La Mondiale Team) die Bergwertung gewann. Die Mannschaftswertung ging an die Soudal Quick-Step Mannschaft.

## Streckenführung
Insgesamt mussten die Fahrer auf den sechs Etappen 868,2 Kilometer zurücklegen. Es standen ein Einzelzeitfahren und fünf hüglige Etappen auf dem Programm, die keine Bergankunft beinhalteten. Die Rundfahrt begann mit einem flachen Zeitfahren in der baskischen Hauptstadt Vitoria-Gasteiz, ehe das Rennen tags drauf mit einem großteils flachen Abschnitt in Pamplona, der Hauptstadt von Navarra, fortgesetzt wurde. Am dritten Etappentag kehrte die Rundfahrt ins Baskenland zurück und es folgten drei hüglige Abschnitte, die teils steile Schlussanstiege aufwiesen. Als Zielorte dienten Beasain, Markina-Xemein und Gernika. Die abschließende sechste Etappe startete und endete in Eibar und beinhaltete sieben Bergwertungen, wobei die letzte rund 20 Kilometer vor dem Ziel passiert wurde. Der höchste Punkt der Rundfahrt war der Puerto de Santa Ageda einer Höhe von 701 Metern, nachdem die Alto de la Olvia (791 m) aus dem Programm genommen wurde.
| Etappe         | Datum              | Strecke                           | Typ                 | km    |
| -------------- | ------------------ | --------------------------------- | ------------------- | ----- |
| 1              | Mo, 7. April 2025  | Vitoria-Gasteiz – Vitoria-Gasteiz | Einzelzeitfahren    | 16,5  |
| 2              | Di, 8. April 2025  | Pamplona – Lodosa                 | Mittelgebirgsetappe | 186,6 |
| 3              | Mi, 9. April 2025  | Zarautz – Beasain                 | Mittelgebirgsetappe | 156,3 |
| 4              | Do, 10. April 2025 | Beasain – Markina-Xemein          | Mittelgebirgsetappe | 169,6 |
| 5              | Fr, 11. April 2025 | Orduña – Gernika                  | Mittelgebirgsetappe | 172,4 |
| 6              | Sa, 12. April 2025 | Eibar – Eibar                     | Mittelgebirgsetappe | 153,6 |
| Gesamtdistanz: | Gesamtdistanz:     | Gesamtdistanz:                    | Gesamtdistanz:      | 855   |

## Reglement
Im Rahmen der 64. Auflage wurden Trikots für die Gesamtwertung (gelb), Punktewertung (grün), Bergwertung (weiß mit roten Punkten) und Nachwuchswertung (blau) vergeben. Zusätzlich gab es eine Teamwertung und eine Auszeichnung des aktivsten Fahrers.
Für die Teamwertung wurden die Zeiten der drei besten Fahrer pro Etappe zusammengezählt. Während der Etappen gab es die Möglichkeit, Zeitbonifikationen zu gewinnen, um sich in der Gesamtwertung zu verbessern. Die Vergabe der Sekunden sowie der Punkte für die Punkte- und Bergwertung der letztjährigen Austragung wird in der folgenden Tabelle erklärt:
|                 |                | 1. | 2. | 3. | 4. | 5. | 6. | 7. | 8. | 9. | 10. | 11. | 12. | 13. | 14. | 15. | Platz    |
| Punktewertung   | Zielankunft    | 25 | 20 | 16 | 14 | 12 | 10 | 9  | 8  | 7  | 6   | 5   | 4   | 3   | 2   | 1   | Punkte   |
| Punktewertung   | Zwischensprint | 10 | 6  | 4  |    |    |    |    |    |    |     |     |     |     |     |     | Punkte   |
| Bergwertung     | 1. Kategorie   | 10 | 8  | 6  | 4  | 2  | 1  |    |    |    |     |     |     |     |     |     | Punkte   |
| Bergwertung     | 2. Kategorie   | 6  | 4  | 2  | 1  |    |    |    |    |    |     |     |     |     |     |     | Punkte   |
| Bergwertung     | 3. Kategorie   | 3  | 2  | 1  |    |    |    |    |    |    |     |     |     |     |     |     | Punkte   |
| Bonussekununden | Zielankunft    | 10 | 6  | 4  |    |    |    |    |    |    |     |     |     |     |     |     | Sekunden |
| Bonussekununden | Zwischensprint | 3  | 2  | 1  |    |    |    |    |    |    |     |     |     |     |     |     | Sekunden |

## Teilnehmende Mannschaften und Fahrer
Neben den 18 UCI WorldTeams gingen auch 6 UCI ProTeams bei der Rundfahrt an den Start. Für jedes Team waren sieben Fahrer startberechtigt.
Als Favoriten galten: João Almeida, Brandon McNulty, Marc Soler, Isaac Del Toro (alle UAE Team Emirates-XRG), Enric Mas (Movistar Team), Sepp Kuss, Wilco Kelderman, Ben Tulett (alle Team Visma-Lease a Bike), Mattias Skjelmose Jensen (Lidl-Trek), Florian Lipowitz, Daniel Felipe Martínez, Alexander Wlassow, Maxim Van Gils, Finn Fisher-Black (alle Red Bull-Bora-hansgrohe), Santiago Buitrago, Pello Bilbao (beide Bahrain Victorious), Oscar Onley (Team Picnic PostNL), Eddie Dunbar (Team Jayco AlUla), Ilan Van Wilder, Maximilian Schachmann (beide Soudal Quick-Step), Romain Grégoire (Groupama-FDJ), Ben Healy (EF Education-EasyPost), Clément Champoussin (XDS Astana Team) und Ion Izagirre (Cofidis).
Hinzu kamen endschnelle Fahrer wie Caleb Ewan (Ineos Grenadiers), Thibau Nys (Lidl-Trek), Julian Alaphilippe, Marc Hirschi (beide Tudor Pro Cycling Team), Ethan Hayter (Soudal Quick-Step), Axel Laurance (Ineos Grenadiers), Axel Zingle (Team Visma-Lease a Bike) und Alex Aranburu (Cofidis), die als potentielle Etappensieger galten.
| UCI WorldTeams | UCI WorldTeams                  | UCI WorldTeams | UCI WorldTeams          | UCI WorldTeams | UCI WorldTeams          | UCI ProTeams | UCI ProTeams           |
| -------------- | ------------------------------- | -------------- | ----------------------- | -------------- | ----------------------- | ------------ | ---------------------- |
| ADC            | Alpecin-Deceuninck              | IGD            | Ineos Grenadiers        | DFP            | Team Picnic PostNL      | BBH          | Burgos-Burpellet-BH    |
| ARK            | Arkéa-B&B Hotels                | GFC            | Intermarché-Wanty       | TVL            | Team Visma-Lease a Bike | CJR          | Caja Rural-Seguros RGA |
| TBV            | Bahrain Victorious              | LTK            | Lidl-Trek               | UAD            | UAE Team Emirates-XRG   | EKP          | Equipo Kern Pharma     |
| COF            | Cofidis                         | MOV            | Movistar Team           | XAT            | XDS Astana Team         | EUS          | Euskaltel-Euskadi      |
| DAT            | Decathlon AG2R La Mondiale Team | RBH            | Red Bull-Bora-hansgrohe |                |                         | TEN          | TotalEnergies          |
| EFE            | EF Education-EasyPost           | SOQ            | Soudal Quick-Step       |                |                         | TUD          | Tudor Pro Cycling Team |
| GFC            | Groupama-FDJ                    | JAY            | Team Jayco AlUla        |                |                         |              |                        |

## Rennverlauf und Ergebnisse
Das Zeitfahren der 1. Etappe gewann der Deutsche Maximilian Schachmann (Soudal Quick-Step), der sich mit einem Vorsprung von 54 Hundertstel vor João Almeida (UAE Team Emirates-XRG) durchsetzte. Florian Lipowitz (Red Bull-Bora-hansgrohe) wurde mit einem Rückstand von einer Sekunde Dritter. Die meisten Gesamtklassement-Fahrer verloren weniger als eine Minute, wobei Julian Alaphilippe (Tudor) und Enric Mas (Movistar) etwas mehr Zeit einbüßten. Zu den Verlierern des Tages zählte Sepp Kuss (Visma-Lease a Bike), der fast eineinhalb Minuten auf den Tagessieger verlor.
Die 2. Etappe endete in einem Massensprint, den der Australier Caleb Ewan (Ineos Grenadiers) vor Luca Van Boven (Intermarché-Wanty) und Bastien Tronchon (Decathlon AG2R La Mondiale) gewann. In der Gesamtwertung brachte der großteils flache Abschnitt keine nennenswerten Veränderungen.
Auf der hügligen 3. Etappe kam es zu den ersten größeren Zeitabständen, wobei sich der Anstieg von Mandubia (541 m) etwa zur Hälfte des Rennens unter dem Tempo-Diktat des UAE Team Emirates-XRG als äußerst selektiv erwies. Rund 55 Kilometer vor dem Ziel setzte sich Marc Soler (UAE Team Emirates-XRG) gemeinsam mit Clément Berthet (Decathlon AG2R La Mondiale) und Rudy Molard (Groupama-FDJ) vom stark reduzierten Hauptfeld ab, in dem sich zu diesem Zeitpunkt nur noch rund 30 Fahrer befanden. Das Trio fuhr einen Vorsprung von einer Minute heraus, ehe sich Clément Berthet am vorletzten Anstieg als Solist absetzte. Der Franzose wurde erst auf dem letzten Anstieg gestellt, ehe João Almeida kurz vor der abschließenden Abfahrt antrat und sich gemeinsam mit Alex Aranburu (Cofidis) von den restlichen Fahrern absetzte. Rund zwei Kilometer vor dem Ziel versteuerte sich João Almeida in einem Kreisverkehr, wodurch Alex Aranburu mit einem Vorsprung von wenigen Metern als Solist an der Spitze verblieb. Der spanische Meister gewann die Etappe im Anschluss mit einem Vorsprung von drei Sekunden, wobei er kurzzeitig disqualifiziert wurde, da er einen weiteren Kreisverkehr irregulär durchfahren hatte. Später wurde ihm der Sieg jedoch wieder zugesprochen. Hinter Alex Aranburu folgte eine neun Fahrer umfassende Gruppe, in der sich Romain Grégoire (Groupama-FDJ) im Sprint um die weiteren Bonussekunden vor dem Gesamtführenden Maximilian Schachmann durchsetzte. Weiters wurden João Almeida, Enric Mas, Mattias Skjelmose Jensen (Lidl-Trek), Wilco Kelderman (Visma-Lease a Bike), Florian Lipowitz, Steff Cras (TotalEnergies) und Ilan Van Wilder (Soudal Quick-Step) wurden mit derselben Zeit gewertet. Zu das Verlieren des Tages zählten Julian Alaphilippe (Tudor), Oscar Onley (Picnic PostNL), Santiago Buitrago (Bahrain Victorious) die 49 Sekunden auf den Etappensieger einbüßten. Weitere Fahrer wie Isaac Del Toro, Brandon McNulty, Marc Soler (beide UAE Team Emirates-XRG), Alexander Wlassow, Finn Fisher-Black, Maxim Van Gils (beide Red Bull-Bora-hansgrohe), Sepp Kuss, Ben Tulett (beide Visma-Lease a Bike), Eddie Dunbar (Jayco AlUla), Ben Healy (EF Education-EasyPost) verloren hingegen Minuten und fielen im Gesamtklassement weit zurück. Nach drei Tagen lag Maximilian Schachmann nun vier Sekunden vor Florian Lipowitz und João Almeida, da sich ersterer beim zweiten Zwischensprint eine Bonussekunde gesichert hatte.
Auf der 4. Etappe setzte sich João Almeida im Schlussanstieg rund 13 Kilometer vor dem Ziel von den restlichen Fahrern ab. Er gewann die Etappe mit einem Vorsprung von 28 Sekunden und übernahm zugleich die Gesamtführung. Hinter dem Portugiesen belegte sein Teamkollege Isaac Del Toro den zweiten Rang, gefolgt von Maximilian Schachmann. Mit Ausnahme von Steff Cras (TotalEnergies) und Romain Grégoire erreichten alle Favoriten das Ziel in der ersten Verfolgergruppe, wobei letztere fast fünf Minuten verlor. João Almeida übernahm nun das Gelbe Trikot und liegt 30 Sekunden vor Maximilian Schachmann. Florian Lipowitz wies als Gesamtdritter einen Rückstand von 38 Sekunden auf.
Die 5. Etappe gewann der Ire Ben Healy (EF Education-EasyPost) nach einem Solo über 56 Kilometer. Er erreichte das Ziel mit einem Vorsprung von einer Minute und 47 Sekunden, wobei er in der Gesamtwertung aufgrund der vorangegangenen Etappen keine Rolle mehr spielte. Platz zwei ging an Axel Laurance (Ineos Grenadiers), der den Zielstrich eine Sekunde vor der ersten großen Gruppe überquerte. Im Sprint um Platz drei setzte sich Simone Velasco (XDS Astana) im Kampf um die verbliebenen Zeitbonifikationen durch. In der Gesamtwertung kam es zu keinen nennenswerten Veränderungen.
Auf dem abschließenden 6. Abschnitt fixierte João Almeida mit seinem zweiten Etappensieg seinen ersten Gesamtsieg für das UAE Team Emirates-XRG. Er setzte sich dabei im Sprint vor Enric Mas durch, der auf den zweiten Gesamtrang vorrückte. Als erster Verfolger folgte Ben Healy als Etappendritter mit einem Rückstand von 13 Sekunden. Die meisten weiteren Gesamtklassement-Fahrer folgten mit einem Rückstand von seiner Minute und 19 Sekunden. Schlussendlich gewann João Almeida die Rundfahrt mit einem Vorsprung von einer Minute und 52 Sekunden vor dem Spanier Enric Mas. Maximilian Schachmann rutschte auf den dritten Gesamtrang ab und wies einen Rückstand von einer Minute und 59 Sekunden auf.

### Etappe 1: Vitoria-Gasteiz – Vitoria-Gasteiz (16,5 km)
Die erste Etappe wurde im Rahmen eines 16,5 Kilometer langen Einzelzeitfahrens ausgetragen, wobei die baskische Hauptstadt Vitoria-Gasteiz als Start- und Zielort diente. Der Start erfolgte vor der Fernando Buesa Arena, ehe die Strecke über die A-4001, A-2134 und A-3008 nach Arzubiaga (541 m) führte, wo nach 4,3 Kilometern eine Bergwertung der 3. Kategorie abgenommen wurde. Die 1000 Meter lange Auffahrt wies dabei jedoch nur eine durchschnittliche Steigung von 2,8 % auf. Kurz nach Ullíbarri Arrazua erreichte die Streckenführung ihren östlichsten Punkt, ehe es über Lubiano, Junguitu, Ilárraza und vorbei an Zurbano zurück nach Vitoria-Gasteiz ging. Das Ziel der flachen Strecke befand sich ebenfalls bei der Fernando Buesa Arena.
| Platz | Fahrer                   | Nation | Team                            | Zeit                   |
| ----- | ------------------------ | ------ | ------------------------------- | ---------------------- |
| 01.   | Maximilian Schachmann    | GER    | Soudal Quick-Step               | 0:18:37 h (53,17 km/h) |
| 02.   | João Almeida             | POR    | UAE Team Emirates-XRG           | "                      |
| 03.   | Florian Lipowitz         | GER    | Red Bull-Bora-hansgrohe         | + 0:01 min             |
| 04.   | Ethan Hayter             | GBR    | Soudal Quick-Step               | + 0:06 min             |
| 05.   | Alexander Wlassow        | RUS    | Red Bull-Bora-hansgrohe         | + 0:10 min             |
| 06.   | Ilan Van Wilder          | BEL    | Soudal Quick-Step               | + 0:11 min             |
| 07.   | Victor Campenaerts       | BEL    | Team Visma-Lease a Bike         | + 0:12 min             |
| 08.   | Mattias Skjelmose Jensen | DEN    | Lidl-Trek                       | "                      |
| 09.   | Bruno Armirail           | FRA    | Decathlon AG2R La Mondiale Team | + 0:13 min             |
| 10.   | Michael Leonard          | CAN    | Ineos Grenadiers                | + 0:16 min             |

| Platz | Fahrer                   | Nation | Team                            | Zeit       |
| ----- | ------------------------ | ------ | ------------------------------- | ---------- |
| 01.   | Maximilian Schachmann    | GER    | Soudal Quick-Step               | 0:18:37 h  |
| 02.   | João Almeida             | POR    | UAE Team Emirates-XRG           | "          |
| 03.   | Florian Lipowitz         | GER    | Red Bull-Bora-hansgrohe         | + 0:01 min |
| 04.   | Ethan Hayter             | GBR    | Soudal Quick-Step               | + 0:06 min |
| 05.   | Alexander Wlassow        | RUS    | Red Bull-Bora-hansgrohe         | + 0:10 min |
| 06.   | Ilan Van Wilder          | BEL    | Soudal Quick-Step               | + 0:11 min |
| 07.   | Victor Campenaerts       | BEL    | Team Visma-Lease a Bike         | + 0:12 min |
| 08.   | Mattias Skjelmose Jensen | DEN    | Lidl-Trek                       | "          |
| 09.   | Bruno Armirail           | FRA    | Decathlon AG2R La Mondiale Team | + 0:13 min |
| 10.   | Michael Leonard          | CAN    | Ineos Grenadiers                | + 0:16 min |

### Etappe 2: Pamplona – Lodosa (186,6 km)
Die zweite und längste Etappe führte durch die benachbarte Region Navarra. Als Startort diente Pamplona, ehe die Etappe nach 186,6 großteils flachen Kilometern in Lodosa zu Ende ging. Auf den ersten Kilometern führte die Strecke über Artajona und Tafalla in Richtung Süden. Hier setzten sich mit Diego Uriarte (Kern Pharma), Xabier Isasa (Euskaltel-Euskadi), Sinuhé Fernández (Burgos-Burpellet-BH), Julen Arriola-Bengoa (Caja Rural-Seguros RGA) und Tobias Bayer (Alpecin-Deceuninck) fünf Fahrer vom Hauptfeld ab. Kurz drauf begann die Straße anzusteigen und führte bei moderaten Steigungsprozenten nach San Martín de Unx (596 m), wo bei Kilometer 47,5 eine Bergwertung der 3. Kategorie abgenommen wurde. Hier setzte sich Diego Uriarte vor Tobias Bayer und Xabier Isasa durch. Ursprünglich hätte die Strecke über die höhere Alto de la Olvia (791 m) führen sollen, doch der Anstieg wurde aufgrund der gefährlichen Abfahrt aus dem Programm genommen. Im Anschluss ging es bergab nach Carcastillo, ehe es auf flachen Straßen über Santacara, Marcilla, Cárcar und Sartaguda nach zum Zielort Lodosa ging. Hier wurde bei der ersten Zieldurchfahrt nach 137,7 Kilometern der erste Zwischensprint ausgefahren, wobei sich Tobias Bayer vor Sinuhé Fernández und Xabier Isasa die meisten Punkte und Zeitbonifikationen holte. Im Finale wurde eine Zusatzschleife absolviert, die durch Sesma, Allo, Lerín, Cárcar und Sartaguda führte. In Allo erfolgte dabei beim Kilometer 159,2 der zweite Zwischensprint, wobei sich erneut Tobias Bayer vor Sinuhé Fernández und Xabier Isasa durchsetzte. Nachdem die Ausreißer eingeholt worden waren, endete die Etappe in einem Massensprint.
| Platz | Fahrer                | Nation | Team                            | Zeit                  |
| ----- | --------------------- | ------ | ------------------------------- | --------------------- |
| 01.   | Caleb Ewan            | AUS    | Ineos Grenadiers                | 4:13:50 h (44,1 km/h) |
| 02.   | Luca Van Boven        | BEL    | Intermarché-Wanty               | "                     |
| 03.   | Bastien Tronchon      | FRA    | Decathlon AG2R La Mondiale Team | "                     |
| 04.   | Thibaud Gruel         | FRA    | Groupama-FDJ                    | "                     |
| 05.   | Iúri Leitão           | POR    | Caja Rural-Seguros RGA          | "                     |
| 06.   | Axel Zingle           | FRA    | Team Visma-Lease a Bike         | "                     |
| 07.   | Fabio Van den Bossche | BEL    | Alpecin-Deceuninck              | "                     |
| 08.   | Luc Wirtgen           | LUX    | Tudor Pro Cycling Team          | "                     |
| 09.   | Jon Aberasturi        | ESP    | Euskaltel-Euskadi               | "                     |
| 10.   | Anders Foldager       | DEN    | Team Jayco AlUla                | "                     |

| Platz | Fahrer                   | Nation | Team                            | Zeit       |
| ----- | ------------------------ | ------ | ------------------------------- | ---------- |
| 01.   | Maximilian Schachmann    | GER    | Soudal Quick-Step               | 4:32:27 h  |
| 02.   | João Almeida             | POR    | UAE Team Emirates-XRG           | "          |
| 03.   | Florian Lipowitz         | GER    | Red Bull-Bora-hansgrohe         | + 0:01 min |
| 04.   | Ethan Hayter             | GBR    | Soudal Quick-Step               | + 0:06 min |
| 05.   | Alexander Wlassow        | RUS    | Red Bull-Bora-hansgrohe         | + 0:10 min |
| 06.   | Ilan Van Wilder          | BEL    | Soudal Quick-Step               | + 0:11 min |
| 07.   | Victor Campenaerts       | BEL    | Team Visma-Lease a Bike         | + 0:12 min |
| 08.   | Mattias Skjelmose Jensen | DEN    | Lidl-Trek                       | "          |
| 09.   | Bruno Armirail           | FRA    | Decathlon AG2R La Mondiale Team | + 0:13 min |
| 10.   | Michael Leonard          | CAN    | Ineos Grenadiers                | + 0:16 min |

### Etappe 3: Zarautz – Beasain (156,3 km)
Die dritte Etappe startete in Zarautz und führte über sieben Bergwertungen nach Beasain. Auf den ersten Kilometern führte die Strecke entlang der Küste ins westliche Zumaia, ehe es über Meaga (143 m) zurück zum Ausgangspunkt der Etappe ging. In der kleinen Ortschaft wurde dabei nach 16,1 Kilometern eine Bergwertung der 3. Kategorie abgenommen, bei der sich Sergio Samitier (Cofidis) vor Iñigo Elosegui (Kern Pharma) und Rudy Molard (Groupama-FDJ) durchsetzte. Kurz vor Orio bogen die Fahrer rechts auf die GI-2631 ab, die über Aia auf den Andazarrate (436 m) führte. Dieser Anstieg der 3. Kategorie wurde nach 38,9 Kilometern überquert, bevor es bergab nach Asteasu ging. Diesmals sicherte sich Bruno Armirail (Decathlon AG2R La Mondiale) vor Mattéo Vercher (TotalEnergies) und Marc Soler (UAE Team Emirates-XRG) die meisten Punkte, wobei sich noch immer keine Ausreißergruppe gebildet hatte. Kurz vor Villabona erfolgte die Auffahrt nach Alkiza (336 m), die ebenfalls als Bergwertung der 3. Kategorie klassifiziert worden war. Auch hier setzte sich Bruno Armirail durch, ehe die verbliebenen Punkte an Patrick Konrad (Lidl-Trek) und Marc Soler gingen. Nachdem die Kuppe bei Kilometer 49,8 erreicht worden war, ging es abschüssig nach Tolosa. Etwa zur Hälfte der Etappe wurden auf dem Puerto de Santa Ageda (701 m) und dem Anstieg von Mandubia (541 m) zwei Bergwertungen der 2. Kategorie abgenommen. Diese wurden bei den Kilometermarken 68,8 und 87,5 überquert und führten die Fahrer ins südwestliche Ormaiztegi. Nachdem Bruno Armirail als Solist vor dem UAE Team Emirates-XRG-Trio Felix Großschartner, Marc Soler und Isaac Del Toro über den Puerto de Santa Ageda geführt hatte, wurde er vor dem Mandubia gestellt, während das Hauptfeld zerfiel. Bei dem zweiten Anstieg der 2. Kategorie setzte sich dann Brandon McNulty (UAE Team Emirates-XRG) vor Harold Tejada (XDS Astana), Finn Fisher-Black (Red Bull-Bora-hansgrohe) und Enric Mas (Movistar) durch. Nach zwei kürzeren nicht-kategorisierten Steigungen ging es über Zerain nach Beasain, wo bei Kilometer 111 der erste Zwischensprint erfolgte. Hier holten Marc Soler, Clément Berthet (Decathlon AG2R La Mondiale) und Rudy Molard die Bonussekunden. Im Finale mussten zwei kurze, steile Rampen absolviert werden, die beide als Anstiege der 3. Kategorie klassifiziert worden waren. Zunächst folgten die Fahrer dem Zaldibia Erreka in Richtung Süden, ehe sie links auf die Gaintza Diseminado Barreiatua abbogen, die für 2,2 Kilometer mit einer durchschnittlichen Steigung von 12,1 % nach Gaintza (432 m) führte. Die Kuppe wurde 36,9 Kilometer vor dem Ziel passiert, wobei sich Clément Berthet vor Marc Soler und Rudy Molard die meisten Punkte sicherte. Nach einem kurzen Plateau und der anschließenden Abfahrt über Amezketa und Ugarte führte die Strecke weiter nach Alegia führten, wo 20,9 Kilometer vor dem Ziel der zweite Zwischensprint erfolgte. Diesmal gingen die Zeitbonifikationen an Clément Berthet, Isaac Del Toro und Florian Lipowitz (Red Bull-Bora-hansgrohe). Nun folgten die Fahrer dem Oria stromaufwärts, ehe sie dem Zaldibia Erreka bei Ordizia erneut in Richtung Süden folgten. Diesmal bogen sie jedoch rechts ab und gelangten so auf einer schmalen Straße nach Lazkaomendi (322 m), wo 5,4 Kilometer vor dem Ziel die letzte Bergwertung des Tages abgenommen wurde. Der Anstieg wies dabei auf einer Länge von 1,4 Kilometern eine Durchschnittssteigung von 10 % auf und beinhaltete Rampen von bis zu 18 %. Maximilian Schachmann (Soudal Quick-Step) führte vor Romain Grégoire (Groupama-FDJ) und Alex Aranburu (Cofidis) über die Kuppe, ehe die letzten Kilometer bergab nach Beasain führten.
| Platz | Fahrer                   | Nation | Team                    | Zeit                   |
| ----- | ------------------------ | ------ | ----------------------- | ---------------------- |
| 01.   | Alex Aranburu            | ESP    | Cofidis                 | 3:45:21 h (41,69 km/h) |
| 02.   | Romain Grégoire          | FRA    | Groupama-FDJ            | + 0:03 min             |
| 03.   | Maximilian Schachmann    | GER    | Soudal Quick-Step       | "                      |
| 04.   | João Almeida             | POR    | UAE Team Emirates-XRG   | "                      |
| 05.   | Enric Mas                | ESP    | Movistar Team           | "                      |
| 06.   | Mattias Skjelmose Jensen | DEN    | Lidl-Trek               | "                      |
| 07.   | Wilco Kelderman          | NED    | Team Visma-Lease a Bike | "                      |
| 08.   | Florian Lipowitz         | GER    | Red Bull-Bora-hansgrohe | "                      |
| 09.   | Steff Cras               | BEL    | TotalEnergies           | "                      |
| 10.   | Ilan Van Wilder          | BEL    | Soudal Quick-Step       | "                      |

| Platz | Fahrer                   | Nation | Team                    | Zeit       |
| ----- | ------------------------ | ------ | ----------------------- | ---------- |
| 01.   | Maximilian Schachmann    | GER    | Soudal Quick-Step       | 8:17:47 h  |
| 02.   | Florian Lipowitz         | GER    | Red Bull-Bora-hansgrohe | + 0:04 min |
| 03.   | João Almeida             | POR    | UAE Team Emirates-XRG   | "          |
| 04.   | Ilan Van Wilder          | BEL    | Soudal Quick-Step       | + 0:15 min |
| 05.   | Mattias Skjelmose Jensen | DEN    | Lidl-Trek               | + 0:16 min |
| 06.   | Wilco Kelderman          | NED    | Team Visma-Lease a Bike | + 0:37 min |
| 07.   | Romain Grégoire          | FRA    | Groupama-FDJ            | + 0:40 min |
| 08.   | Steff Cras               | BEL    | TotalEnergies           | + 0:46 min |
| 09.   | Alex Aranburu            | ESP    | Cofidis                 | + 1:03 min |
| 10.   | Enric Mas                | ESP    | Movistar Team           | + 1:14 min |

### Etappe 4: Beasain – Markina-Xemein (169,6 km)
Die vierte Etappe führte über sieben Bergwertungen von Beasain nach Markina-Xemein. Die ersten Kilometer führten flach nach Zumarraga, ehe es über Legazpi und die nicht-kategorisierten Alto de Udana nach Oñati ging. Auf der N-636 begann die Straße erneut zu steigen, bevor die Fahrer rechts auf die GI-2639 abbogen und so zur ersten Bergwertung der 3. Kategorie des Asentzio (568 m) gelangten. Da sich zu diesem Zeitpunkt noch keine Ausreißergruppe gebildet hatte, sicherte sich Marc Soler (UAE Team Emirates-XRG) die meisten Punkte aus dem Hauptfeld vor Bruno Armirail (Decathlon AG2R La Mondiale) und Daniel Felipe Martínez (Red Bull-Bora-hansgrohe). Über Elgeta, Elorrio, Berriz und Durango ging es zum Muniketagane (334 m), der als Auftakt einer Serie von Bergwertungen der 3. Kategorie diente. Auf den nachfolgenden 25 Kilometern wurden der Balcón de Bizkaia (430 m), Gontzagaraigana (364 m) und Lekoitzegane (349 m) überquert. Die Fahrer nutzen dabei die BI-3231, BI-2224 und BI-3448, wobei die vier Bergwertungen bei den Kilometermarken 72,3, 80,9, 87,8 und 98,9 ausgefahren wurden. Nachdem sich in diesem Streckenabschnitt neun Fahrer erfolgreich vom Hauptfeld gelöst hatten, holte Marc Soler bei den Bergwertungen neun Punkte und übernahm somit virtuell die Führung von Bruno Armirail, der sich im Kampf um die Bergwertung keine weiteren Punkte sicherte. Entlang des Lea Ibaia ging es nun Richtung Norden, bevor auf der BI-2405 mit dem Anstieg von Milloi (164 m) eine weitere Bergwertung der 3. Kategorie bei Kilometer 117,4 abgenommen wurde. Auch hier setzte sich Marc Soler durch, womit er seinen Vorsprung in der Bergwertung auf sieben Punkte ausbaute. Weiters ging es durch die Küstenorte Ondarroa, Mutriku und Deba, wobei in Mijoa Auzoa auf der GI-638 nach 129,6 Kilometern der erste Zwischensprint erfolgte. Der zweite Zwischensprint wurde wenig später im Landesinneren kurz nach Elgoibar bei Kilometer 149,3 auf der N-634 ausgefahren. Die Zeitbonifikationen gingen dabei an die Ausreißer, wobei sich Andrea Bagioli (Lidl-Trek) fünf Sekunden sicherte. Mauro Schmid (Jayco AlUla) holte drei Sekunden und Quinn Simmons (Lidl-Trek) zwei, während sich Alex Baudin (EF Education-EasyPost) und Txomin Juaristi (Euskaltel-Euskadi) jeweils eine Sekunde gutschrieben liesen. Im Finale musste mit dem Izua (543 m) ein 3,5 Kilometer langer Schlussanstieg befahren werden, der eine durchschnittliche Steigung von 10,6 % aufwies und erst elf Kilometer vor dem Ziel passiert wurde. Die Auffahrt erfolgte von Eibar, wobei sich die Passhöhe unweit der Abzweigung vom Arrate befand. Auf der Kuppe wurde eine Bergwertung der 1. Kategorie abgenommen, ehe es über Etxebarria bergab nach Markina-Xemein ging. Im Schlussanstieg wurden die Ausreißer gestellt und Joao Almeida setzte sich als Solist von den restlichen Fahrern ab. Hinter ihm überquerten Enric Mas (Movistar), Oscar Onley (Picnic PostNL), Mattias Skjelmose Jensen (Lidl-Trek), Florian Lipowitz (Red Bull-Bora-hansgrohe) und Clément Champoussin (XDS Astana) die Kuppe auf den nachfolgenden Rängen.
| Platz | Fahrer                | Nation | Team                            | Zeit                   |
| ----- | --------------------- | ------ | ------------------------------- | ---------------------- |
| 01.   | João Almeida          | POR    | UAE Team Emirates-XRG           | 3:52:39 h (43,74 km/h) |
| 02.   | Isaac Del Toro        | MEX    | UAE Team Emirates-XRG           | + 0:28 min             |
| 03.   | Maximilian Schachmann | GER    | Soudal Quick-Step               | "                      |
| 04.   | Clément Champoussin   | FRA    | XDS Astana Team                 | "                      |
| 05.   | Alex Aranburu         | ESP    | Cofidis                         | "                      |
| 06.   | Clément Berthet       | FRA    | Decathlon AG2R La Mondiale Team | "                      |
| 07.   | Simone Velasco        | ITA    | XDS Astana Team                 | "                      |
| 08.   | Oscar Onley           | GBR    | Team Picnic PostNL              | "                      |
| 09.   | Ilan Van Wilder       | BEL    | Soudal Quick-Step               | "                      |
| 10.   | Guillaume Martin      | FRA    | Groupama-FDJ                    | "                      |

| Platz | Fahrer                   | Nation | Team                    | Zeit       |
| ----- | ------------------------ | ------ | ----------------------- | ---------- |
| 01.   | João Almeida             | POR    | UAE Team Emirates-XRG   | 12:10:20 h |
| 02.   | Maximilian Schachmann    | GER    | Soudal Quick-Step       | + 0:30 min |
| 03.   | Florian Lipowitz         | GER    | Red Bull-Bora-hansgrohe | + 0:38 min |
| 04.   | Ilan Van Wilder          | BEL    | Soudal Quick-Step       | + 0:49 min |
| 05.   | Mattias Skjelmose Jensen | DEN    | Lidl-Trek               | + 0:50 min |
| 06.   | Wilco Kelderman          | NED    | Team Visma-Lease a Bike | + 1:11 min |
| 07.   | Alex Aranburu            | ESP    | Cofidis                 | + 1:37 min |
| 08.   | Enric Mas                | ESP    | Movistar Team           | + 1:48 min |
| 09.   | Steff Cras               | BEL    | TotalEnergies           | + 2:15 min |
| 10.   | Simone Velasco           | ITA    | XDS Astana Team         | + 2:18 min |

### Etappe 5: Orduña – Gernika (172,4 km)
Die fünfte Etappe führte von Orduña über hügliges Terrain nach Gernika. Die ersten Kilometer wurden auf einer kurzen Schleife absolviert, auf der Amurrio und Izoria durchfahren wurden. Bevor es zurück zum Startort ging, wurde auf der A-3618 mit Las Campas (467 m) eine Bergwertung der 3. Kategorie bei Kilometer 18,3 überquert. Nun ging es über Laudio in Richtung Norden, ehe zwischen Ugao-Miraballes und Artea die Alto de Sarasola (257 m) erreicht wurde. Hier wurde nach 60 Kilometern eine Bergwertung der 3. Kategorie abgenommen. Weiters führte die Strecke über Amorebieta-Etxano und Larrabetzu auf den Aretxabalgane (325 m), der sich auf der BI-2713 befand. Dieser galt ebenso wie die Auffahrt nach Errigoiti (267 m) als Bergwertung der 3. Kategorie. Die Kuppen der Anstiege wurden bei den Kilometermarken 90,7 und 105 überquert. Nach der ersten Zieldurchfahrt in Gernika erfolgte der erste Zwischensprint in Gautegiz-Arteagako bei Kilometer 115,7, bevor es an die Küste ging. Nach einem nicht-kategorisieren Anstieg bei Akorda führte die BI-3242 ins Landesinnere nach Nabarniz, ehe es bergab zurück zum Zielort Gernika ging. Bei Kilometer 181,5 wurde der zweite Zwischensprint in Forua ausgefahren. Kurz darauf begann der Schlussanstieg des Zallobante, der jedoch nicht-kategorisiert worden war. Die schmale Auffahrt führte die Fahrer nach Errigoiti, ehe die bereits zuvor genutzte Abfahrt nach Gernika genutzt wurde. Die letzten fünf Kilometer verliefen auf einer hügligen Schleife südlich von Gernika.
| Platz | Fahrer                 | Nation | Team                    | Zeit                   |
| ----- | ---------------------- | ------ | ----------------------- | ---------------------- |
| 01.   | Ben Healy              | IRL    | EF Education-EasyPost   | 3:55:57 h (43,81 km/h) |
| 02.   | Axel Laurance          | FRA    | Ineos Grenadiers        | + 1:47 min             |
| 03.   | Simone Velasco         | ITA    | XDS Astana Team         | + 1:48 min             |
| 04.   | Alex Aranburu          | ESP    | Cofidis                 | "                      |
| 05.   | Romain Grégoire        | FRA    | Groupama-FDJ            | "                      |
| 06.   | Maxim Van Gils         | BEL    | Red Bull-Bora-hansgrohe | "                      |
| 07.   | Pau Miquel             | ESP    | Equipo Kern Pharma      | "                      |
| 08.   | Jordan Jegat           | FRA    | TotalEnergies           | "                      |
| 09.   | Clément Champoussin    | FRA    | XDS Astana Team         | "                      |
| 10.   | Guillermo Thomas Silva | URY    | Caja Rural-Seguros RGA  | "                      |

| Platz | Fahrer                   | Nation | Team                    | Zeit       |
| ----- | ------------------------ | ------ | ----------------------- | ---------- |
| 01.   | João Almeida             | POR    | UAE Team Emirates-XRG   | 16:08:05 h |
| 02.   | Maximilian Schachmann    | GER    | Soudal Quick-Step       | + 0:30 min |
| 03.   | Florian Lipowitz         | GER    | Red Bull-Bora-hansgrohe | + 0:38 min |
| 04.   | Ilan Van Wilder          | BEL    | Soudal Quick-Step       | + 0:49 min |
| 05.   | Mattias Skjelmose Jensen | DEN    | Lidl-Trek               | + 0:50 min |
| 06.   | Wilco Kelderman          | NED    | Team Visma-Lease a Bike | + 1:11 min |
| 07.   | Alex Aranburu            | ESP    | Cofidis                 | + 1:37 min |
| 08.   | Enric Mas                | ESP    | Movistar Team           | + 1:48 min |
| 09.   | Simone Velasco           | ITA    | XDS Astana Team         | + 2:14 min |
| 10.   | Steff Cras               | BEL    | TotalEnergies           | + 2:15 min |

### Etappe 6: Eibar – Eibar (153,6 km)
Die sechste und letzte Etappe wurde erneut auf einem Rundkurs ausgetragen, dessen Start und Ziel in Eibar lag. Im Vergleich zum Vorjahr war dieser jedoch verändert worden. Die ersten Kilometer führten entlang des Deba in Richtung Norden, ehe mit dem Elkorrieta (188 m) nach 13,5 Kilometern die erste Bergwertung der 3. Kategorie abgenommen wurde. Nach einer kurzen Abfahrt begann die Straße erneut zu steigen und führte auf den Azurki (674 m), der als Bergwertung der 1. Kategorie nach 24,9 Kilometern überquert wurde. Die nachfolgende Abfahrt führte nach Elgoibar, bevor mit dem Krabelin (578 m) der wohl anspruchsvollste Anstieg der Rundfahrt in Angriff genommen wurde. Dieser wies auf seiner Länge von fünf Kilometern eine durchschnittliche Steigung von 9,6 % auf und wurde als Bergwertung der 1. Kategorie klassifiziert. Die Kuppe wurde im Vergleich zu den vorangegangenen Jahren jedoch bereits nach 46,6 Kilometern erreicht und lag somit mehr als 100 Kilometer vom Zielstrich entfernt. Die anschließende Abfahrt führte nun über Etxebarria nach Markina-Xemein, ehe es über den Trabacúa (402 m) auf der BI-633 zurück Richtung Süden ging. Hier wurde nach 68,7 Kilometern eine Bergwertung der 3. Kategorie angenommen. Über Ermua ging es nun weiter auf den Karabieta (563 m), der bei Kilometer 88,2 eine Bergwertung der 2. Kategorie darstellte. Nachdem Elgeta, Bergara und Soraluze durchfahren worden war, wurde in Eibar nach 109,4 Kilometern der erste Zwischensprint ausgefahren, bevor der Anstieg von Izua (543 m) in Angriff genommen wurde, der auf seinen 4,1 Kilometern eine Durchschnittsteigung von 9,2 % aufwies. Der Pass, der bereits auf der 4. Etappe passiert wurde, gilt erneut als Bergwertung der 1. Kategorie und läutete mit seiner Überquerung bei Kilometer 115,6 das Finale ein. Nun führte die Strecke erneut über Markina-Xemein und den Trabacúa, wo 18,2 Kilometer vor dem Ziel die letzte Bergwertung (3. Kategorie) abgenommen wurde. Zuvor erfolgte 26,9 Kilometer vor dem Ziel der letzte Zwischensprint in Markina-Xemein. Die letzten Kilometer verliefen großteils abschüssig, wobei sie auch kurze Steigungen beinhalteten.
| Platz | Fahrer              | Nation | Team                  | Zeit                   |
| ----- | ------------------- | ------ | --------------------- | ---------------------- |
| 01.   | João Almeida        | POR    | UAE Team Emirates-XRG | 3:56:54 h (38,85 km/h) |
| 02.   | Enric Mas           | ESP    | Movistar Team         | "                      |
| 03.   | Ben Healy           | IRL    | EF Education-EasyPost | + 0:13 min             |
| 04.   | Isaac Del Toro      | MEX    | UAE Team Emirates-XRG | + 0:28 min             |
| 05.   | Alex Aranburu       | ESP    | Cofidis               | + 0:58 min             |
| 06.   | Jordan Jegat        | FRA    | TotalEnergies         | "                      |
| 07.   | Simone Velasco      | ITA    | XDS Astana Team       | + 1:19 min             |
| 08.   | Oscar Onley         | GBR    | Team Picnic PostNL    | "                      |
| 09.   | Felix Großschartner |        | UAE Team Emirates-XRG | "                      |
| 10.   | Clément Champoussin | FRA    | XDS Astana Team       | "                      |

| Platz | Fahrer                   | Nation | Team                    | Zeit       |
| ----- | ------------------------ | ------ | ----------------------- | ---------- |
| 01.   | João Almeida             | POR    | UAE Team Emirates-XRG   | 20:04:49 h |
| 02.   | Enric Mas                | ESP    | Movistar Team           | + 1:52 min |
| 03.   | Maximilian Schachmann    | GER    | Soudal Quick-Step       | + 1:59 min |
| 04.   | Florian Lipowitz         | GER    | Red Bull-Bora-hansgrohe | + 2:07 min |
| 05.   | Mattias Skjelmose Jensen | DEN    | Lidl-Trek               | + 2:17 min |
| 06.   | Ilan Van Wilder          | BEL    | Soudal Quick-Step       | + 2:18 min |
| 07.   | Alex Aranburu            | ESP    | Cofidis                 | + 2:45 min |
| 08.   | Alex Aranburu            | ESP    | Cofidis                 | + 3:43 min |
| 09.   | Oscar Onley              | GBR    | Team Picnic PostNL      | + 3:50 min |
| 10.   | Clément Champoussin      | FRA    | XDS Astana Team         | + 3:55 min |

## Vergabe der UCI-Punkte
Die Baskenland-Rundfahrt ist Teil der UCI WorldTour 2025. Während des Rennens wurden UCI-Punkte vergeben, die sich auf die Platzierung der Fahrer und Mannschaften im UCI Ranking auswirkten. Die Punktevergabe erfolgte nach folgendem Schlüssel:
| Platzierung    | 1.  | 2.  | 3.  | 4.  | 5.  | 6.  | 7.  | 8.  | 9. | 10. | Anmerkung                               |
| -------------- | --- | --- | --- | --- | --- | --- | --- | --- | -- | --- | --------------------------------------- |
| Gesamtwertung  | 400 | 320 | 260 | 220 | 180 | 140 | 120 | 100 | 80 | 68  | gestaffelt bis zum 60. Platz (2 Punkte) |
| Punktewertung  | 8   | —   | —   | —   | —   | —   | —   | —   | —  | —   |                                         |
| Bergwertung    | 8   | —   | —   | —   | —   | —   | —   | —   | —  | —   |                                         |
| Etappenwertung | 50  | 30  | 25  | 20  | 15  | 10  | 8   | 6   | 3  | 1   |                                         |
| Gesamtwertung  | 8   | —   | —   | —   | —   | —   | —   | —   | —  | —   | Gesamtführender nach jeder Etappe       |

## Wertungen im Verlauf
| Etappe         | Etappensieger         | Gesamtwertung         | Sprintwertung         | Bergwertung           | Nachwuchswertung | Teamwertung       | aktivster Fahrer |
| -------------- | --------------------- | --------------------- | --------------------- | --------------------- | ---------------- | ----------------- | ---------------- |
| 1              | Maximilian Schachmann | Maximilian Schachmann | Maximilian Schachmann | Maximilian Schachmann | Michael Leonard  | Soudal Quick-Step | Florian Lipowitz |
| 2              | Caleb Ewan            | Maximilian Schachmann | Maximilian Schachmann | Diego Uriarte         | Michael Leonard  | Soudal Quick-Step | Tobias Bayer     |
| 3              | Alex Aranburu         | Maximilian Schachmann | Maximilian Schachmann | Bruno Armirail        | Romain Grégoire  | Soudal Quick-Step | Clément Berthet  |
| 4              | João Almeida          | João Almeida          | João Almeida          | Marc Soler            | Brieuc Rolland   | XDS Astana Team   | Marc Soler       |
| 5              | Ben Healy             | João Almeida          | João Almeida          | Bruno Armirail        | Brieuc Rolland   | XDS Astana Team   | Ben Healy        |
| 6              | João Almeida          | João Almeida          | João Almeida          | Bruno Armirail        | Isaac Del Toro   | Soudal Quick-Step | Bruno Armirail   |
| Wertungssieger | Wertungssieger        | João Almeida          | João Almeida          | Bruno Armirail        | Isaac Del Toro   | Soudal Quick-Step | Bruno Armirail   |